# Festival Paulista de Futebol Feminino Sub-14 de 2018
O Festival Paulista Feminino Sub-14 de 2018 foi a segunda edição desta competição futebolística de categoria de base da modalidade feminina organizada pela Federação Paulista de Futebol (FPF).
Foi disputada por treze equipes entre os dias 19 e 20 de novembro e teve o Centro Olímpico como vencedor. Este conquistou o título após vencer a Ferroviária na decisão.
A coordenadora de futebol feminino da FPF, Aline Pellegrino, celebrou o evento e destacou o nível técnico: "muito superior ao do ano passado". A coordenadora da Ferroviária, Ana Lorena Marche, avaliou o torneio: "saldo muito positivo".

## Formato e participantes
O regulamento do Campeonato Paulista Feminino Sub-17 dividiu os treze participantes em três grupos, sendo dois composto por quatro equipes e um por cinco. Na primeira fase, os participantes enfrentaram os adversários do próprio chaveamento em embates de turno único acumulando pontos, classificando os dois primeiros colocados somado com os dois melhores terceiros. A partir dessa fase, o torneio adotou um sistema eliminatório composto por jogos únicos. Os treze participantes foram:
- Audax
- Bonfim Recreativo
- Caldeirão
- Centro Olímpico
- Ferroviária
- Franca
- Ginga Real
- Inter de Limeira
- Projeto Social 9
- Rezende
- Rio Branco-SP
- São José-SP
- Tiger Academia

## Fase final
|  | Quartas de Final  | Quartas de Final |                 |    | Semifinais | Semifinais |  |  | Final | Final |
|  |                   |                  |                 |    |            |            |  |  |       |       |
|  |                   |                  |                 |    |            |            |  |  |       |       |
|  |                   |                  |                 |    |            |            |  |  |       |       |
|  | Tiger Academia    | 1                |                 |    |            |            |  |  |       |       |
|  | Tiger Academia    | 1                |                 |    |            |            |  |  |       |       |
|  | Projeto Social 9  | 0                |                 |    |            |            |  |  |       |       |
|  | Projeto Social 9  | 0                | Tiger Academia  | 0  |            |            |  |  |       |       |
|  |                   |                  | Tiger Academia  | 0  |            |            |  |  |       |       |
|  |                   | Centro Olímpico  | 1               |    |            |            |  |  |       |       |
|  | Centro Olímpico   | Centro Olímpico  | 1               | 4  |            |            |  |  |       |       |
|  | Centro Olímpico   |                  |                 | 4  |            |            |  |  |       |       |
|  | Inter de Limeira  | 0                |                 |    |            |            |  |  |       |       |
|  | Inter de Limeira  | 0                | Centro Olímpico | '2 |            |            |  |  |       |       |
|  |                   |                  | Centro Olímpico | '2 |            |            |  |  |       |       |
|  |                   | Ferroviária      | 0               |    |            |            |  |  |       |       |
|  | São José-SP       | Ferroviária      | 0               | 3  |            |            |  |  |       |       |
|  | São José-SP       |                  |                 | 3  |            |            |  |  |       |       |
|  | Rio Branco-SP     | 0                |                 |    |            |            |  |  |       |       |
|  | Rio Branco-SP     | 0                | São José-SP     | 0  |            |            |  |  |       |       |
|  |                   |                  | São José-SP     | 0  |            |            |  |  |       |       |
|  |                   | Ferroviária      | 1               |    |            |            |  |  |       |       |
|  | Ferroviária       | Ferroviária      | 1               | 4  |            |            |  |  |       |       |
|  | Ferroviária       |                  |                 | 4  |            |            |  |  |       |       |
|  | Bonfim Recreativo | 1                |                 |    |            |            |  |  |       |       |
|  | Bonfim Recreativo | 1                |                 |    |            |            |  |  |       |       |